# 伊賀町 (徳島市)
伊賀町（いがちょう）は、徳島県徳島市の町名。西富田地区に属している。伊賀町一丁目から伊賀町四丁目まで存在する。郵便番号は〒770-0926。
- 人口：460人（2010年11月。徳島市の調査より）
- 世帯数：223世帯（同上）

## 地理

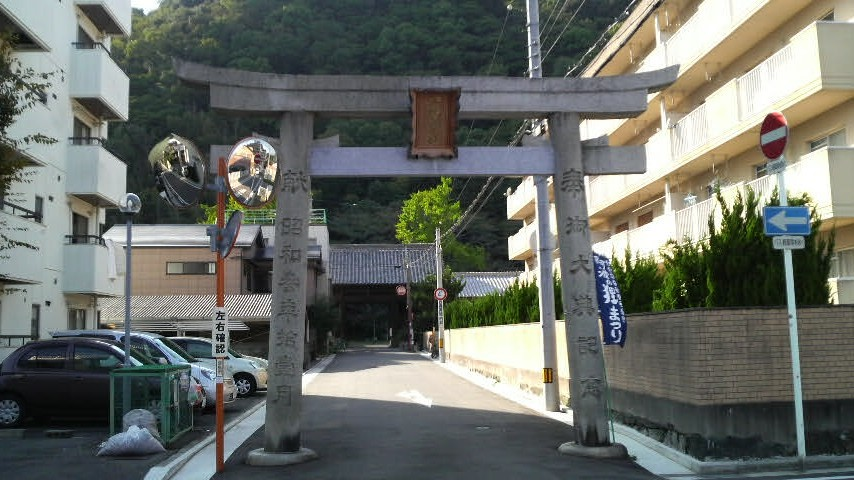
八幡神社

徳島市の東部、市街地の南西部、眉山東山麓に位置する。東は弓町の住宅街と接し、西は眉山麓に続く。北から眉山麓に沿って一丁目から四丁目に比較的整然と区画される住宅街。
江戸時代には山麓一帯に多くの神社・仏閣が存在したが、現在完存するものは少ない。
三丁目には大正2年から昭和4年まで、ポルトガル人で元神戸総領事の文豪・ヴェンセスラウ・デ・モラエスが居住し、海外に日本を広く紹介した。現在彼の旧居跡には碑がたてられ、南北に延びる通りはモラエス通りと別称される。
一丁目に徳島藩主を祭祀した国瑞彦神社、市文化財の随臣門を設けた八幡神社、徳島県神社庁、二丁目に平成調理師専門学校伊賀本校、三丁目に徳島逓信病院、四丁目に光仙寺などがある。

## 歴史

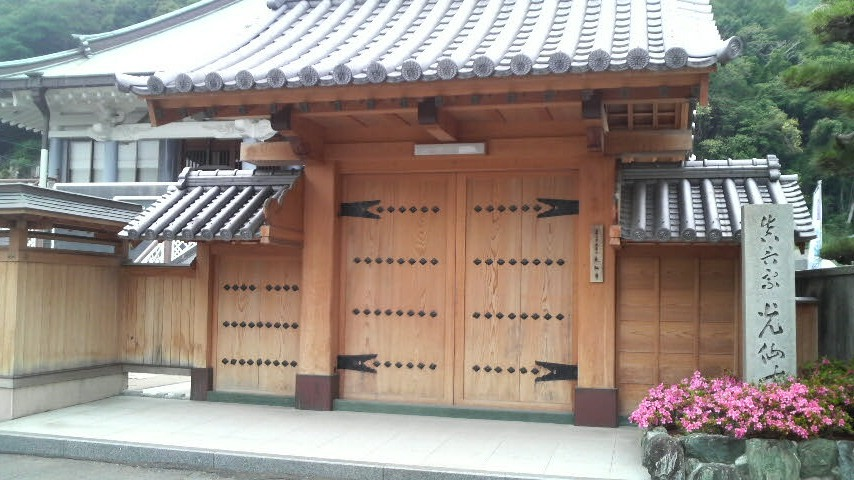
光仙寺

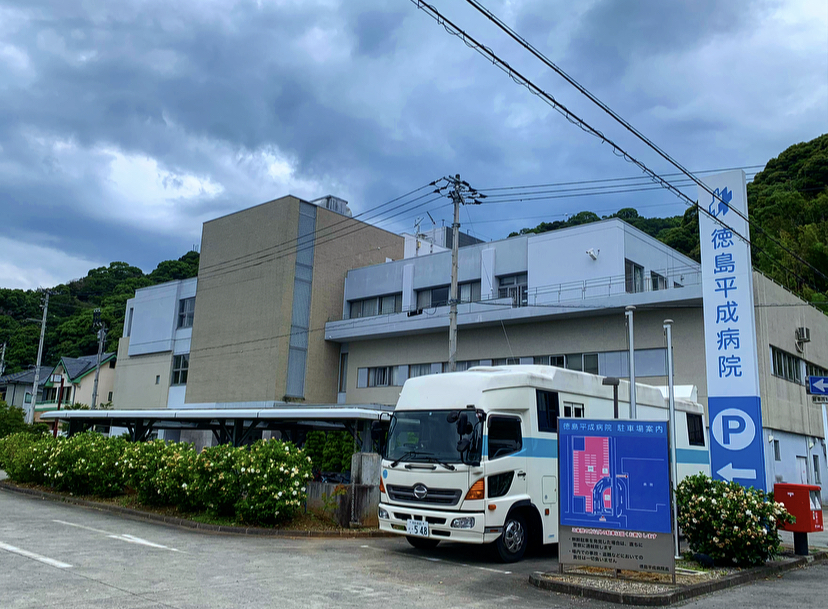
徳島平成病院

元は徳島市富田浦町の一部で、昭和15年より現在の町名となる。町名は、徳島藩士で伊賀忍者伊賀士が居住したことにちなむ。
江戸期には伊賀士丁・馬場筋と呼ばれた。神社には国瑞彦神社・八幡神社・光仙寺がある。国瑞彦神社は文化3年に創建され、歴代の徳島藩主を祀った神社で、明治4年同藩の有効の士92人を合祀。

## 施設
- モラエス通り
- 光仙寺
- 八幡神社
- 国瑞彦神社
- 平成調理師専門学校
- 徳島平成病院

## 交通

### 道路
一般国道
- 国道439号